# Abraham Bäck

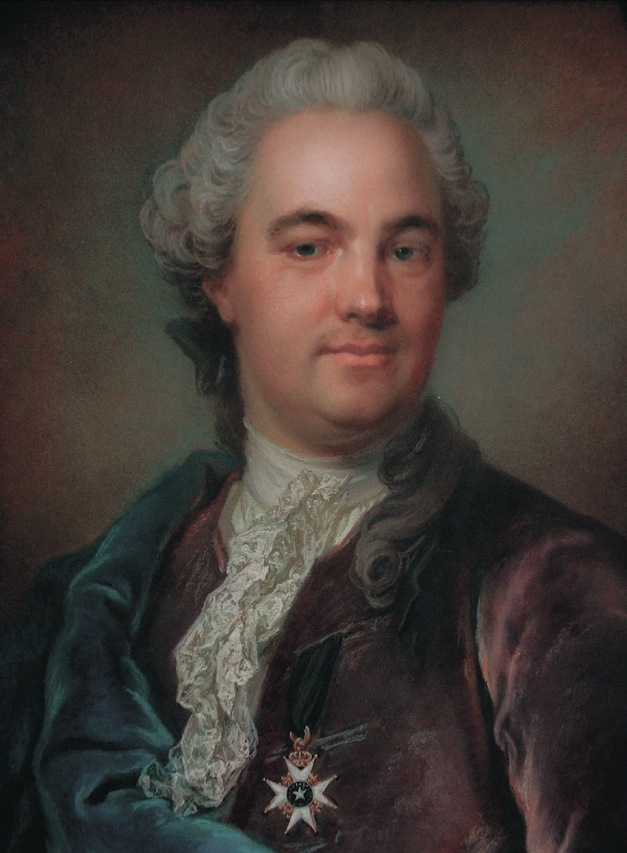
Abraham Bäck

Abraham Bäck (* 1713 in Söderhamn; † 15. März 1795 in Stockholm) war der Leibarzt der Könige von Schweden.

## Leben und Wirken
Abraham Bäck wurde 1730 Student an der Universität Uppsala und dort einer von Nils Rosén von Rosensteins eifrigsten Schülern. Im Jahr 1740 wurde er zum Doktor medicinalis promoviert, bereiste von 1740 bis 1745 das Ausland und wurde nach seiner Rückkehr Mitglied im Collegium medicum, dessen Präsident er 1752 wurde. Bäck wurde 1746 in die Königlich Schwedische Akademie der Wissenschaften aufgenommen und im Jahr 1748 in die Gelehrtenakademie Leopoldina gewählt. Im Jahr 1749 wurde er zum Leibarzt von Friedrich I. bestellt, nach dessen Tod 1751 blieb er Leibarzt von dessen Nachfolger Adolf Friedrich. Als dieser 1771 starb, wurde Bäck Leibarzt von Gustav III. Frau Sophie Magdalena.

## Ehrungen
Carl von Linné benannte seinem engen Freund Abraham Bäck zu Ehren die Gattung Baeckea aus der Pflanzenfamilie der Myrtengewächse (Myrtaceae).
In Bäcks Geburtsstadt Söderhamn wurde eine Straße nach ihm benannt (Abraham Bäckgatan).